# Aureliano Blanquet
Pour les articles homonymes, voir Blanquet.
Aureliano Blanquet (Morelia, Michoacán; 1848 — Barranca de Chavaxtla, Veracruz; 15 avril 1919)  est un militaire mexicain. Il fut un des acteurs de la révolution mexicaine. 
Cet ancien porfiriste s'opposa au président Francisco Madero, qu'il arrêta au cours de la Décade tragique. Victoriano Huerta le nomma général de division, puis secrétaire de la Guerre et de la Marine du 13 juin 1913 au 10 juillet 1914.
En 1914, alors que le régime de Huerta s'écroulait, il quitta le Mexique pour l'Europe, "dans le but  d'étudier l'organisation des armées européennes". En 1915, il complota avec Félix Díaz, dans le but de revenir au Mexique.
Le 15 avril  1919, alors qu'il combattait le gouvernement de Venustiano Carranza dans les rangs des felicistas, poursuivi par les forces gouvernementales, il fut tué et sa tête coupée emmenée à Veracruz.